# Helen Horton
Pour les articles homonymes, voir Horton.
Helen Horton est une actrice américaine née le 21 novembre 1923 à Chicago en Illinois et décédée le 28 septembre 2007 à Vero Beach en Floride.

## Filmographie

### Cinéma
- 1953 : Notre village : Miss Sullivan
- 1953 : Strange Stories : Marie
- 1956 : La Bataille du Rio de la Plata
- 1957 : La Cousine d'Amérique : Sadie Whitelaw
- 1957 : The Mark of the Hawk : Barbara Craig
- 1960 : Never Take Sweets from a Stranger : Sylvia Kingsley
- 1969 : The Last Shot You Hear : Dodie Rubens
- 1969 : L'Homme le plus dangereux du monde : Susan Wright
- 1972 : La Nuit qui ne finit pas : Tante Beth
- 1974 : Phase IV : Mildred Eldridge
- 1977 : Nido de viudas : Ana
- 1979 : Alien : Maman
- 1981 : The Best of the Benny Hill Show
- 1983 : Superman 3 : Miss Henderson
- 1984 : Le Fil du rasoir : la demoiselle de la Croix-Rouge
- 1985 : Video Spotlight : plusieurs personnages
- 1990 : Double Arnaque : le touriste sur le canapé

### Télévision
- 1949 : The Long Christmas Dinner : Genevieve
- 1953-1959 : BBC Sunday-Night Theatre : plusieurs personnages (5 épisodes)
- 1954 : The Wide, Wide World : Miss Fortune Emmerson (5 épisodes)
- 1959-1967 : ITV Play of the Week : Mollie, Mona et Mme Barker (5 épisodes)
- 1960-1961 : Knight Errant Limited : Dorothy Wintle et Pegeen Noble (2 épisodes)
- 1961 : Destination Danger : Helen (1 épisode)
- 1961 : Hurricane : Mme Van Diemen (5 épisodes)
- 1966 : Out of the Unknown : Brenda Claffern (1 épisode)
- 1974 : Jennie : Mme Jerome (2 épisodes)
- 1979-1986 : The Benny Hill Show : plusieurs personnages (6 épisodes)
- 1980 : Butterflies : Kathleen (1 épisode)
- 1981 : Bizarre, bizarre : Mme Underwood (1 épisode)
- 1984 : Ellis Island, les portes de l'espoir : Miss Pringle (1 épisode)
- 1984-1985 : Don't Wait Up : Lady Penrose (2 épisodes)
- 1987 : The Two Mrs. Grenvilles : une infirmière (2 épisodes)
- 1991 : Van der Valk : Mme Lovell Wallace (1 épisode)
- 1992 : Hercule Poirot : Julia Olivera (1 épisode)
- 1995 : The Bill : Mme Teasdale (1 épisode)